# Rafał Latała
Rafał Adam Latała (ur. 24 listopada 1971 w Warszawie) – polski matematyk, profesor nauk matematycznych. Specjalizuje się w rachunku prawdopodobieństwa. Profesor nadzwyczajny w Instytucie Matematyki Wydziału Matematyki, Informatyki i Mechaniki Uniwersytetu Warszawskiego. Członek korespondent Polskiej Akademii Nauk (od 2016) i członek Academia Europaea (od 2024).

## Życiorys
Jest absolwentem Liceum im. Klementa Gottwalda w Warszawie. Był laureatem Olimpiady Matematycznej (1987, 1988, 1989) i laureatem Międzynarodowej Olimpiady Matematycznej (1988 – wyróżnienie, 1989 – srebrny medal). Stypendysta Krajowego Funduszu na rzecz Dzieci. Następnie studiował matematykę na Uniwersytecie Warszawskim, gdzie doktoryzował się w 1997 na podstawie pracy Oszacowania momentów sum niezależnych zmiennych losowych, napisanej pod kierunkiem Stanisława Kwapienia. Habilitował w 2002 na podstawie oceny dorobku naukowego i rozprawy pt. Twierdzenia graniczne i nierówności dla U-statystyk (zarówno doktorat, jak i habilitacja uzyskały Nagrodę Prezesa Rady Ministrów). W 2003 został mianowany profesorem uczelnianym UW, a w 2009 otrzymał tytuł profesora nauk matematycznych. Od 2009 jest kierownikiem Zakładu Teorii Prawdopodobieństwa Instytutu Matematyki UW.
Członek i od 2009 przewodniczący komitetu głównego Olimpiady Matematycznej. Należy do: Towarzystwa Naukowego Warszawskiego (od 2012), Amerykańskiego Towarzystwa Matematycznego, Institute of Mathematical Statistics, Polskiego Towarzystwa Matematycznego oraz Stowarzyszenia na Rzecz Edukacji Matematycznej. W kadencji 2013-2016 był członkiem Centralnej Komisji do Spraw Stopni i Tytułów (sekcja V – nauk matematycznych, fizycznych, chemicznych i nauk o ziemi). W 2024 został członkiem Academia Europaea.
Swoje prace publikował w takich czasopismach jak m.in. „Proceedings of the American Mathematical Society”, „The Annals of Probability”, „Studia Mathematica”, „Journal of the London Mathematical Society”, „Journal of Functional Analysis”, „Geometric and Functional Analysis. GAFA” oraz najbardziej prestiżowych czasopismach matematycznych świata: „Annals of Mathematics” i „Inventiones Mathematicae". Jest członkiem redakcji czasopism naukowych: „Studia Mathematica" oraz „Commentationes Mathematicae”. 
W 1997 otrzymał Nagrodę im. Kazimierza Kuratowskiego przyznawaną młodym matematykom. W 2002 uhonorowany Nagrodą im. Stefana Banacha (wspólnie z Krzysztofem Oleszkiewiczem) i Nagrodą im. Wacława Sierpińskiego. W 2002 roku wygłosił wykład sekcyjny na Międzynarodowym Kongresie Matematyków w Pekinie. Laureat Nagrody Instytutu Matematycznego PAN za wybitne osiągnięcia naukowe w zakresie matematyki z roku 2014 za wybitne wyniki w teorii prawdopodobieństwa i geometrii wypukłej. W 2023 otrzymał Nagrodę Fundacji na rzecz Nauki Polskiej w obszarze nauk matematyczno-fizycznych i inżynierskich za opracowanie narzędzi matematycznych, które umożliwiły udowodnienie hipotezy Talagranda dotyczącej procesów Bernoulliego.